# Marcel Šimurda
Marcel Šimurda (* 1. Dezember 1980 in der Tschechoslowakei) ist ein ehemaliger slowakischer Eishockeyspieler, der seine Profikarriere vorwiegend beim HC Košice in der slowakischen Extraliga verbrachte.

## Karriere
Marcel Šimurda begann seine Karriere als Eishockeyspieler in der Jugend des HC Košice, in der er bis 2001 aktiv war. In diesem Zeitraum gab er in der Saison 1999/2000 sein Debüt im professionellen Eishockey, als er in fünf Spielen für den Zweitligisten HC VTJ MEZ Michalovce auf dem Eis stand. In der folgenden Spielzeit spielte der Angreifer parallel für Košice in der Extraliga und Michalovce in der zweitklassigen 1. Liga. Nach einem Jahr, in dem Šimurda mit dem Eishockey pausierte, stand er in der Saison 2002/03 für den MHC Martin in der Extraliga auf dem Eis. Anschließend kehrte der Linksschütze zu seinem Ex-Club HC Košice zurück, mit dem er in der Saison 2007/08 zunächst im Finale um die Slowakische Meisterschaft am HC Slovan Bratislava scheiterte. Ein Jahr später, in der Saison 2008/09, wurde er erstmals slowakischer Meister mit seiner Mannschaft. Auch die folgende Spielzeit begann er beim HC Košice, bevor der Angreifer im Saisonverlauf von HKm Zvolen verpflichtet wurde. Nach vier Spielen für Zvolen entschied der Slowake seine Karriere im November 2010 zu beenden.

## Erfolge und Auszeichnungen
- 2008 Slowakischer Vizemeister mit dem HC Košice
- 2009 Slowakischer Meister mit dem HC Košice